# Cá mập miệng to
Cá mập miệng to (tên khoa học Megachasma pelagios) là một loài cá mập cực kì hiếm sống ở các vùng biển sâu. Từ lúc mới được phát hiện năm 1976 tới năm 2012, chỉ có 54 cá thể cá mập miệng to bị bắt được hoặc nhìn thấy được trên thế giới, trong đó có 3 cá thể được quay phim. Giống như cá nhám voi hay cá nhám phơi nắng, cá mập miệng to ăn các sinh vật trôi nổi và sứa bằng cách lọc chúng lại trong bộ răng lược trong miệng; chúng luôn bơi với chiếc miệng mở to để hứng thức ăn. Đặc điểm nổi bật của loài này là chiếc đầu và miệng rất to và đôi môi dai như cao su. Do mang quá nhiều điểm khác biệt, cá mập miệng to được xếp vào một họ riêng là họ Cá mập miệng to (Megachasmidae) mặc dù một số ý kiến cho rằng chúng có thể cùng họ Cetorhinidae của cá nhám phơi nắng.

## Mô tả
Hình dạng của cá mập miệng to rất đặc biệt, nhưng ngoài việc đó ra thì khá ít thông tin về con vật được biết tới. Nó có màu nâu đen ở mặt lưng, trắng ở mặt bụng và chiếc đuôi bất đối xứng với thùy trên to giống như đuôi của cá nhám đuôi dài. Phần trong của mang cá có những vạch ngang tạo bởi những chiếc lược mang hình ngón tay giúp lọc lấy thức ăn trong nước. Cá mập miệng to có khả năng bơi kém và có một cơ thể mềm, nhèo nhẽo và không có sống đuôi. Kích thước của con vật rất lớn, có thể dài tới 5,5 mét (18 ft). Thông thường cá đực dài 4 mét (13 ft) còn cá cái dài 5 mét (16 ft). Cân năng của con vật có thể lên tới 1.215 kg (2.679 lb). Như cái tên đã ám chỉ, cá mập miệng to có một chiếc miệng với kích thước đáng nể (có thể dài tới 1,3 mét), mang nhiều răng nhỏ cùng với mõm rộng và tròn, khiến chúng dễ bị lầm tưởng vởi một con cá hổ kình non. Miệng của con vật được bao phủ bởi cơ quan phát sáng có khả năng phát quang trong bóng tối nhằm dẫn dụ những sinh vật trôi nổi cũng như các loài cá nhỏ.

## Hành vi
Năm 1990, một con cá mập miệng to đực 4,9 mét (16 ft) bị bắt gần bờ biển ở Mũi Dana, California. Con cá mập này được gắn một chiếc radio nhằm ghi nhận vị trí, địa điểm, độ sâu của con vật trong vòng hai ngày, và sau đó chú cá được thả lại về biển khơi. Vào ban ngày, thông tin ghi nhận cho thấy con vật lặn sâu khoảng 120–160 m (400–525 ft) và khi mặt trời lặn thì nó bơi lên cao và di chuyển ở độ sâu chừng 12–25 m (39–80 ft). Tốc độ di chuyển của con vật vào khoảng chừng 1,5–2,1 km/giờ (1–1,3 dặm/giờ). Kiểu di chuyển theo chiều dọc này được ghi nhận ở nhiều loài sinh vật biển khác khi chúng lùng sục theo sự di chuyển của nguồn thức ăn (các sinh vật trôi nổi) dọc theo cột nước biển. Con cá mập bắt được vào tháng 3 năm 2009 được cho là đã lặn sâu đến 200 m (660 ft).

## Sinh sản
Cá mập miệng to là loài đẻ trứng thai, tức là con cá mập non lớn lên trong những quả trứng nằm trong bụng mẹ và nở ra ngay trong bụng mẹ.

## Quá trình phát hiện

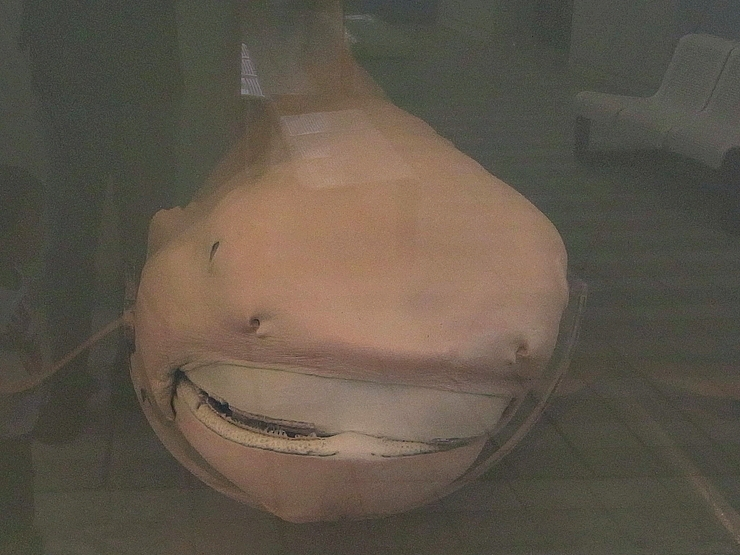
Miệng của một cá thể bắt được.

Con cá mập miệng to đầu tiên được tìm thấy vào ngày 15 tháng 11 năm 1976 ở ngoài khơi cách bờ biển của Kaneohe, Hawaii chừng 25 dặm (40 km) trong tình trạng bị mắc kẹt lại trong mỏ neo của một chiếc tàu thuộc Hải quân Hoa Kỳ. Con vật này có chiều dài 14,5 foot (4,4 m) và nặng 1650 pound (750 kilogam). Những kết quả nghiên cứu trên con vật bởi Leighton Taylor cho thấy đây là loài cá mập chưa từng được biết tới, khiến sự kiện này trở thành một trong những phát hiện chấn động nhất của ngành ngư loại học trong thế kỷ 20 (xem thêm cá vây tay).
Cho đến năm 2012, chỉ có 54 cá thể cá mập miệng to được tìm thấy. Chúng được phát hiện ở Thái Bình Dương, Đại Tây Dương và Ấn Độ Dương, trong đó số cá thể được tìm thấy ở Nhật Bản và Đài Loan là nhiều nhất (mỗi nước 10 con). Cá mập miệng to cũng được tìm thấy ở các vùng biển gần Hawaii, California, México, the Philippines, Indonesia, Úc, Brasil, Sénégal, Nam Phi và Ecuador.
Vào ngày 30 tháng 3 năm 2009 tại đảo Burias ở Philippines, một con cá mập miệng to nặng chừng 880-1.100n pound (400–500 kg), dài 4 mét (13 ft) bị mắc kẹt vào một tấm lưới của ngư dân và chết ở đó; con vật sau đó được đưa về gần Donsol ở tỉnh Sorsogon để nghiên cứu trước khi bị xẻ thịt và bán đi.
Vào ngày 12 tháng 6 năm 2011, một con cá mập đực non dài 3 mét được tìm thấy bởi ngư dân tại một địa điểm được gọi là Bahía de Vizcaíno gần bờ biển phía Tây ở bán đảo Baja California thuộc México. Vào năm 2006, chính tàu đánh cá của ngư dân này đã bắt được một con cá mập miệng to khác ở vịnh Vizcaíno, điều này khiến các nhà khoa học México tin rằng Baja California là điểm đến thường xuyên của cá mập miệng to. Con vật bị bắt được đưa tới Ensenada để chụp hình và mổ xẻ phục vụ cho công việc nghiên cứu cơ và mang của loài vật này do Viện Hải dương học Scripps cùng các nhà khoa học México khác tiến hành.